# Saint-Jean-Saint-Germain
Saint-Jean-Saint-Germain é uma comuna francesa na região administrativa do Centro, no departamento Indre-et-Loire. Estende-se por uma área de 21,58 km². Em 2010 a comuna tinha 788 habitantes (densidade: 36,5 hab./km²).